# Monrupino
Monrupino - Repentabor – miejscowość i gmina we Włoszech, w regionie Friuli-Wenecja Julijska, w prowincji Triest.
Według danych na rok 2004 gminę zamieszkiwało 867 osób, 72,2 os./km².